# Bob Bleijenberg
Arie Johannes "Bob" Bleijenberg (Utrecht, 11 april 1906 – Utrecht, 27 mei 1976) was journalist voor het Utrechtsche Courant en later Het Centrum en later beroepsclown onder de artiestennaam Fantasio. 

## Loopbaan
Hij schreef van maart 1964 tot maart 1976 in het Stadsblad columns onder de naam Gijs. Deze Gijsjes werden gebundeld in het boek Vrouwe kenne sukke stomme dingen... (1973).
In 1951 schreef hij de Nederlandse tekst van Naar de speeltuin, een grote hit voor Heleentje van Cappelle, de Karekieten en het Orkest Zonder Naam.
Zelf vertolkte hij liedjes als:
- Als m'n pappie zich scheert
- De juffrouw uit de eetsalon
- Ik tel de knopen van mijn jas

Samen met Frans van Dusschoten schreef Bleijenberg liedjes voor het radioprogramma Kijk nou es even?   (1964) waarin Van Dusschoten tweewekelijks muzikaal stilstond bij de carrière van een bekende kleinkunstenaar.